# Григор Николов
Григор Петров Николов е български революционер, деец на Вътрешната македоно-одринска революционна организация и на македонската имиграция в България.

## Биография
Григор Николов е роден в южномакедонския град Енидже Вардар (Па̀зар), тогава в Османската империя, днес Яница, Гърция. Става член на ВМОРО. След войните емигрира в България и се установява в Несебър. Председателства МКББ „Тодор Александров“ в Несебър. При разкола в македонското освободително движение поддържа протогеровистите във Вътрешната македонска революционна организация и в 1930 година е убит пред дома си по заповед на Иван Михайлов.